# Bitwa pod Argentovarią
Bitwa pod Argentovarią (Argentarią) – starcie zbrojne, które miało miejsce w roku 378. 
W roku 377 Goci zajęli znaczną część Tracji, co bardzo zaniepokoiło cesarza rzymskiego Gracjana. Obawiając się kolejnych najazdów Gracjan porozumiał się z Walensem, któremu nakazał zebrać wszelkie dostępne siły i wyruszyć do Tracji. O planach tych dowiedzieli się jednak Lentiensowie – jedno z plemion alamańskich, którzy w lutym 378 r. przekraczając granicę Recji po zamarzniętym Renie uderzyli na ziemie podległe Rzymianom. Siły Alamanów liczyły 40 000 ludzi. W odpowiedzi na najazdy Lentiensów Cesarz Gracjan zebrał siły rzymskie i rezerwy galijskie, które pod dowództwem Mallobaudesa i Nanniena ruszyły przeciwko Alamanom. Do bitwy doszło w roku 378 pod Argentovarią (obecnie Horbourg), 50 km od Strasburga. Początkowo przewagę uzyskali Alamanowie, ostatecznie jednak zostali rozbici, a cała bitwa zakończyła się ich klęską. W starciu śmierć poniósł m.in. król Lentiensów Priariusz i ponad 30 000 jego wojowników. Po bitwie Gracjan ścigał niedobitki przeciwnika aż za Ren, gdzie zmusił ich ostatecznie do kapitulacji. 